# Hetpet Regio
L'Hetpet Regio è una struttura geologica della superficie di Titano.
È intitolata a Heptet, personificazione femminile della felicità nella mitologia egizia.